# Lliura per polzada quadrada
|  | Per a altres significats, vegeu «PSI». |

La lliura per polzada quadrada, més coneguda com a psi (de l'anglès pounds per square inch) és una unitat de pressió del sistema anglosaxó d'unitats.
L'escala més comuna es mesura en psi, el zero de la qual és la pressió ambient, que equival a una atmosfera (15 psi, aproximadament). En general no s'especifica que la pressió atmosfèrica es deixa de banda i se l'anomena simplement psi o psig (de psi gauge, 'psi de manòmetre'). En canvi, quan és necessari deixar clar que sí que es té en compte la pressió ambient, s'usa el psia (de psi absolute, 'psi absoluts'), el zero de la qual està realment a pressió zero; les primeres 15 lliures d'aquesta escala corresponen a la pressió atmosfèrica.

## Equivalències
1 psi = 6.894,75729 pascals = 6,8948 kPa (kilopascals)
1 psi = 0,0698 bar
1 pascal = 0,000145 psi
14,7 psi = 1 atmosfera
14,7 psi = 1,013 bar
1 kp/cm² = 14,2065 psi
1 psi = 0,07039 kg/cm2